# Anne Grete
Anne Grete eller Anne Grete Rendtorff (født 1947) er sangerinde, med storhedstid især i 80’erne. Sangteknisk er hun lidt i stil med Annisette Koppel og canadiske Melanie. Tidligt i 1970'erne medvirkede hun på en single med Bo Bendixen, og var vokalt medlem af skifflegruppen Van Dango i perioden 1975-1981. De indspillede en del plader, og var flittige gæster på DR TV, bl.a. i en række børneudsendelser. I 1980 startede hun forsigtigt en solokarriere, først med en blues-LP, primært bestående af ældre standards i Paul Banks-arrangementer, og siden en række mere poppede plader hvor hun fortrinsvis selv stod for teksterne. Et større hit blev sangen Vintertur på strøget, en coverversion af Complainte pour Ste-Catherine af Kate & Anna McGarrigle, men med LP'en Farlig som ild i 1984, manifesterede hun for alvor sit store talent. Har indspillet flere sange med Peter Thorup blandt den populære Skibe uden sejl. Anne Grete trak sig tilbage fra musikken i midten af 1990'erne.

## Solo albums
- Anne-Grete (1980)
- Vinden vender (1982)
- Labyrint (1983)
- Farlig som ild (1984)
- Hvis ikke nu (1985)
- Verden er gal (1986)
- Regnbuen (1987)
- Takket være livet (1988)
- Lad livet leve (1991)
- Mellem mine hænder (1993)

## Compilation
- Skibe uden sejl (1998)
- 32 hits med Anne Grete
- Anne Grete (dobb.CD, 2007)